# 陸軍航空隊 (イギリス)

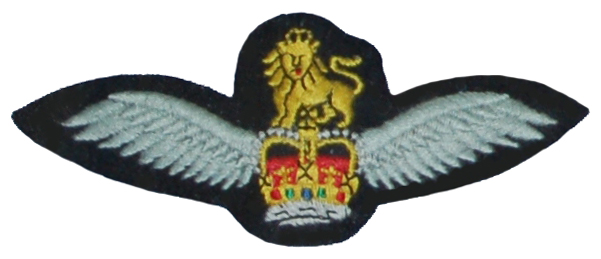
胸章

イギリスの陸軍航空隊（Army Air Corps / AAC）は、イギリス陸軍における航空部隊である。最初は1942年、その後1957年に再編成されており、現在は陸軍における航空兵科として組織されている。5個作戦連隊、2個訓練連隊、1個予備役連隊と、数個の独立飛行隊及び独立飛行小隊等で編制されているが、歩兵や騎兵の連隊と同様のカーネル・イン・チーフ（Colonel-in-Chief）や名誉職の連隊長（Colonel Commandant）といった役職が航空隊に置かれている。本部所在地はハンプシャー州ミドル・ワロップ（Middle Wallop）。

## 歴史

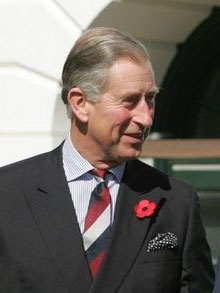
カーネル・イン・チーフのチャールズ3世。

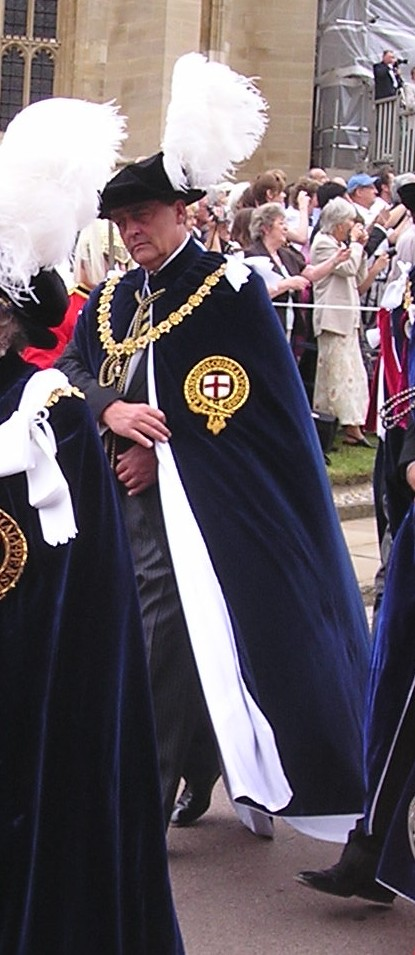
副連隊長のウェストミンスター公。

### 陸軍航空の初め
イギリス陸軍が最初に空中に進出したのは、19世紀の観測気球だった。航空機による最初の部隊は、1911年に編成されたイギリス陸軍工兵隊の空中大隊(Air Battalion)である。空中大隊は翌年イギリス陸軍航空隊陸軍ウィングに拡張され、第一次世界大戦のほとんどを陸軍航空隊として戦った後、1918年4月1日にイギリス海軍航空隊と統合されイギリス空軍となった。

### 再編成
両大戦間、イギリス陸軍は空軍の協同飛行隊を利用していたが、第二次世界大戦開始までは陸軍の実戦参加の機会は発生しなかった。
第二次世界大戦が始まると、陸軍砲兵隊の将校は、空軍の専門家の支援の下、空軍に所属する航空観測（Air Observation Post / AOP）飛行隊のオースター観測機を運用した。そのような飛行隊は12個（うち3個はカナダ空軍所属）編成され、それぞれ多くの方面における多様な任務で重要な役割を果たした。
大戦初期、イギリス首相ウィンストン・チャーチルは陸軍の新たな航空部門である陸軍航空隊（the Army Air Corps / AAC）の設立を発表した。AACの発足は1942年であった。最初の構成部隊はグライダーパイロット連隊と落下傘大隊（のちに落下傘連隊）、それに航空観測飛行隊であった。1944年には再編成されたSAS連隊がそれに加わった。
大戦において最も傑出した戦果の1つは、1944年6月6日、ノルマンディー上陸に先立って敢行されたペガサス橋攻撃である。3機のグライダーが着陸し、いくぶんかの犠牲は発生したが、パイロットもグライダー空挺部隊（オクスフォード&バッキンガムシャイア軽歩兵連隊）とともに歩兵として戦闘に参加した。彼らは橋を戦闘開始10分以内に確保し、その後、奪還しようとするドイツ軍の試みを何度も撃退した。彼らは間もなく、ラヴァット卿率いる、バグパイプ奏者ビル・ミリンによって先導される有名な第1特殊任務旅団によって救援・増強された。そして続いてイギリス第3師団の部隊がそれに加わった。
AACは1949年に解隊となり、SASは以前の独立した存在に戻り、落下傘連隊とグライダーパイロット連隊はグライダーパイロット・落下傘軍団の傘下に入った。グライダーで飛行したパイロットたちはすぐに動力航空機に乗り換えることとなり、航空観測飛行隊に統合された。

### 現在の陸軍航空隊
1957年、グライダーパイロット・落下傘連隊は落下傘連隊とグライダーパイロット連隊に改名し、航空観測飛行隊と統合されて新たな陸軍航空隊が編成された。
1970年以降、ほぼすべての陸軍旅団は通常12機の航空機で構成される飛行部隊を少なくとも1個持っていた。1970年代の主力ヘリコプターはスカウトまたはスーであった。この戦力は、1977年のリンクスヘリコプターと非武装型ガゼルの導入によって速やかに増強された。
ヘリコプターの操縦訓練は1970年代はスー、1980年代から1990年代はガゼルによって行われ、現在はスクィレルによって行われている。
AAC部隊の運用する固定翼機は観測および連絡用のオースター AOP.6とAOP.9、それにビーバー AL.1であった。1989年以降は監視および軽輸送任務のために多数のブリテン・ノーマン アイランダーとディフェンダーを運用した。練習機としてはチップマンク T.10練習機を使用したが1990年代にスリングスビー T67 ファイアフライと交替した。
陸軍航空隊戦力の更なる拡大は、アパッチAH1攻撃ヘリコプターの導入であった。2006年、イギリスのアパッチはNATOの国際治安支援部隊の一部としてアフガニスタンで任務に就いた。
2007年7月、4機のビーチクラフト キングエア 350ERs（軍の呼称は「シャドウ R1」）にアフガニスタンにおける監視任務の命令が下された。同機は当時使用されていたアイランダーよりも非常に有用であったが、運用はイギリス空軍が行った。
2010年2月現在のカーネル・イン・チーフはチャールズ3世、連隊長はアドレイン・ジョン・ブラッドショウ（Adrian John Bradshaw）少将、副連隊長（Deputy Colonel Commandant）は第6代ウェストミンスター公爵ジェラルド・キャベンディシュ・グロブナー少将が務めている。

## 現在の組織
陸軍航空隊隷下の各作戦部隊および予備役連隊のほとんどは、統合ヘリコプターコマンドあるいは第16空中強襲旅団戦闘団（通常は統合ヘリコプターコマンドの麾下に配属されている）に配属され、実戦任務に就く。

### 傘下の部隊
イギリス陸軍航空隊は連隊を基本単位としており、配下の飛行隊には600番台後半（650～699）の番号が割り当てられている。
- 第1連隊 (AAC)（英語版）
- 第2 (訓練) 連隊 (AAC)（英語版）
- 第3連隊 (AAC)（英語版）
- 第4連隊 (AAC)（英語版）
- 第5連隊 (AAC)（英語版）
- 第6 (予備役) 連隊 (AAC)（英語版）
- 第7 (訓練) 連隊 (AAC)

（その他数個の独立飛行小隊及び独立飛行隊）
- 統合特殊部隊航空団所属部隊[2]
  - 第657飛行隊 (AAC)（英語版）
  - 第658飛行隊 (AAC)（英語版）
- 陸軍航空隊音楽隊（The Band of the Army Air Corps）
- ヒストリック・エアクラフト・フライト（Historic Aircraft Flight）
- ブルー・イーグルス（Blue Eagles）（ヘリコプター展示飛行チーム）
- 衛兵勤務中隊（Public Duties Squadron ）

#### かつて存在した部隊
- 第8連隊
- 第9連隊 (AAC)（英語版）（2016年に解隊）

- 第16陸軍飛行小隊（16 Flight Army Air Corps） （アクロティリおよびデケリア（キプロス））

デケリア基地は閉鎖されており、この部隊も既に陸軍航空隊ウェブサイトの部隊一覧から削除されている。
- 国連陸軍飛行小隊（ニコシア空港（キプロス））
- 第2陸軍飛行小隊（AMF(L)）（ネザーエイヴォン（イギリス）)

## 陸軍航空隊の現用機
- アグスタ A109A
- ベル 212HP AH1[4]
- ブリテン・ノーマン アイランダー AL1[5]

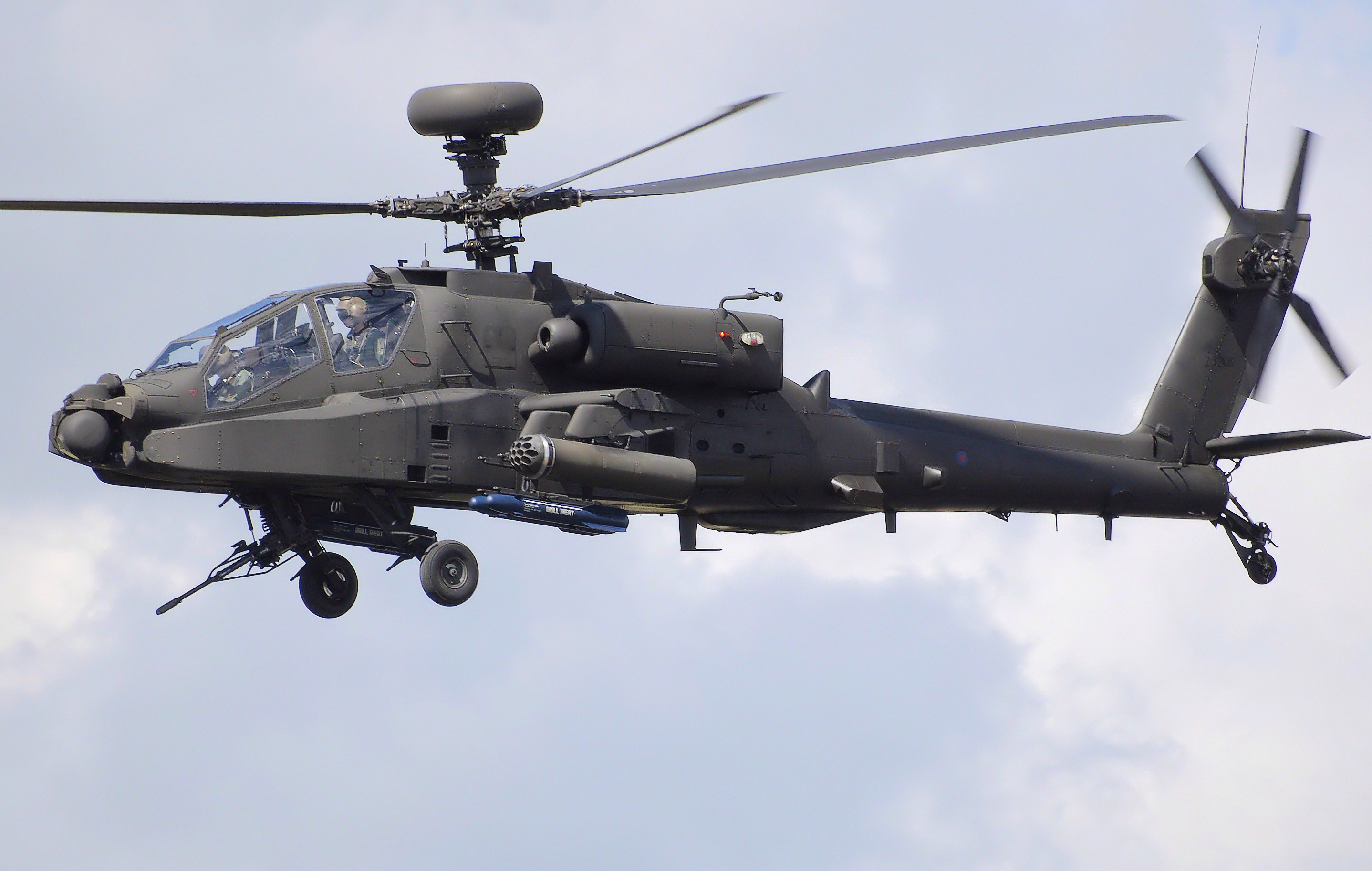
イギリスでの航空ショーで展示飛行する陸軍航空隊のウェストランド アパッチ WAH-64D ロングボウ

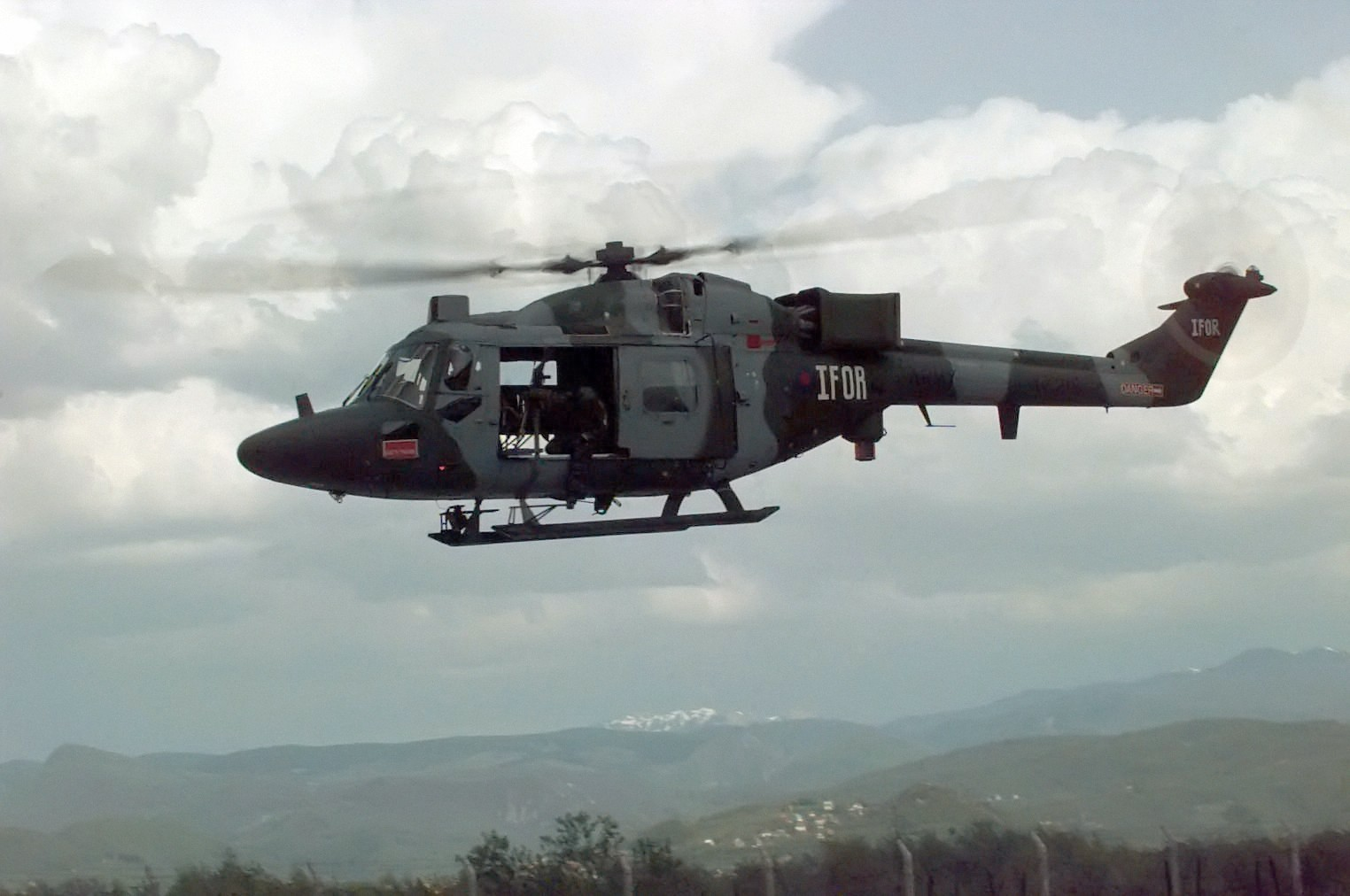
ボスニアにおける陸軍航空隊のウェストランド リンクス

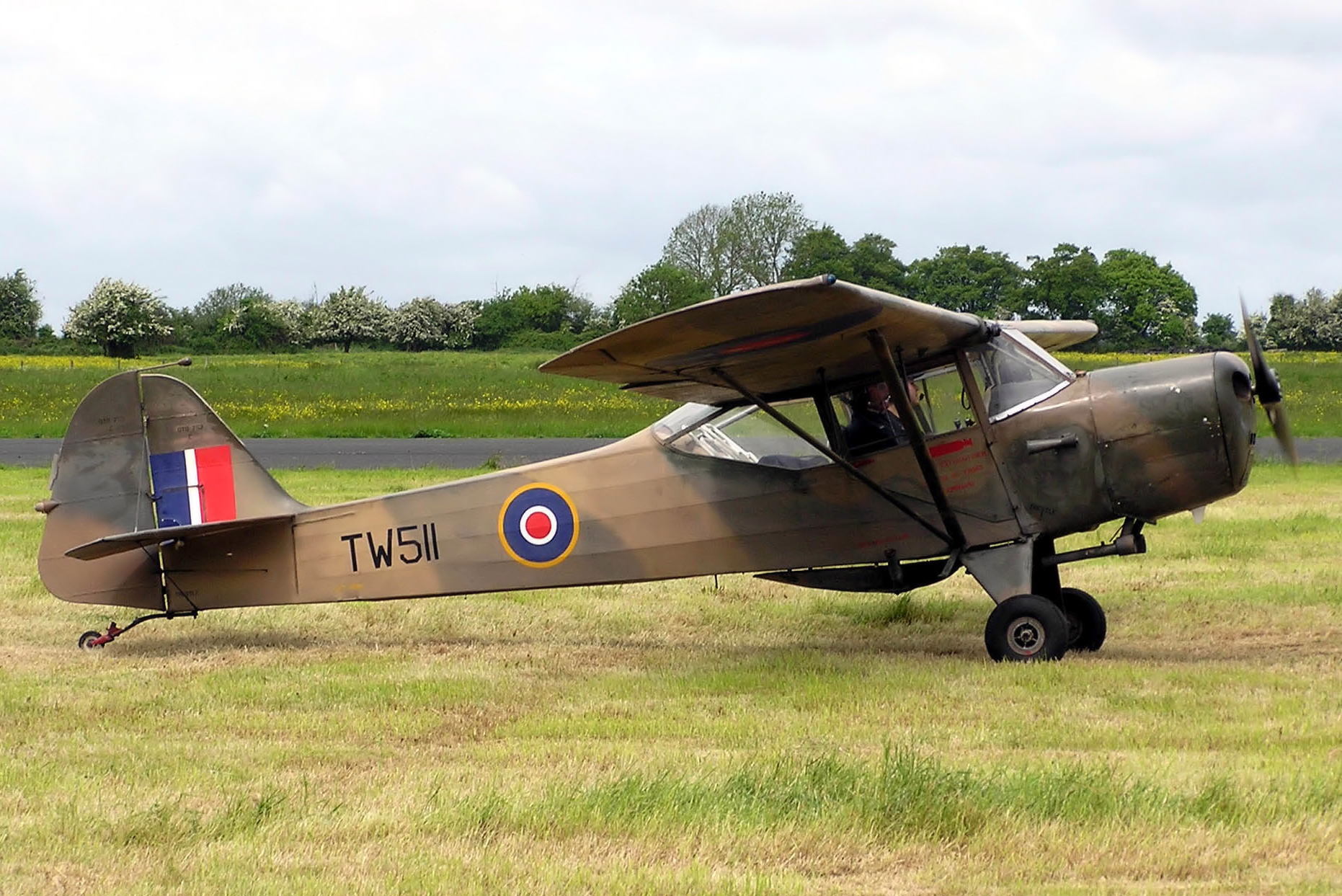
オースター AOP.5観測機

- ブリテン・ノーマン ディフェンダー（英語版） AL1/AL2/T3
- ユーロコプター AS365N3 ドーファン[6]
- ユーロコプター スクワロー HT2 [7]
- スリングスビー T.67M ファイアフライ 160（at Army Flying Grading）
- スリングスビー T.67M ファイアフライ 260（at DEFTS）
- ウェストランド ガゼル AH1[8]
- ウェストランド リンクス AH7[9]
- ウェストランド リンクス AH9[9]
- ウェストランド アパッチ AH1[10]

### ヒストリック・エアクラフト・フライト
- アグスタ・ベル スー AH1
- オースター AOP5
- デハビランド・カナダ チップマンク T10
- デハビランド・カナダ ビーバー AL1
- シュド・アルエット AH2
- ウェストランド スカウト AH1

## その他
バトル・オナーズ（Battle Honours）
陸軍航空隊は、イギリスの軍事的な定義では「Combat Arm」のひとつとされており、したがって、固有の軍旗を持ち、バトル・オナーズ（Battle Honours）を与えられる。AACに現在までに与えられた栄誉は以下のとおりである。
- フォークランド諸島 1982年
- Wadi al Batin（en）
- ペルシャ湾 1991年
- バサラ
- イラク 2003年
- ノルマンディ上陸作戦 1944年
- メルヴィル砲台 1944年
- ライン川
- 北西ヨーロッパ 1944年-1945年
- シチリア島 1943年
- ペガサス橋 1944年
- アーネム（en） 1944年
- 南フランス